# Sõmeru
Sõmeru es una localidad situada en el municipio de Kiili, en el condado de Harju, Estonia. Según el censo de 2021, tiene una población de 73 habitantes.